# Działania nieregularne
Działania nieregularne – rodzaj walki prowadzonej przez przygotowane w czasie pokoju lub doraźnie utworzone w czasie wojny pododdziały (zgrupowania), stosujące specyficzne sposoby walki w celu zwalczania i dezorganizacji działań przeciwnika na obszarze przez niego opanowanym. 
To także akcje zbrojne prowadzone przez oddziały partyzanckie, powstańcze, siły obrony cywilnej i inne siły niewojskowe lub zmilitaryzowane, wykonujące krótkotrwałe, o niewielkim zasięgu akcje bojowe, walki, zasadzki i inne starcia zbrojne, nie ujęte w jeden zorganizowany i centralnie kierowany system. Mogą one  być prowadzone na zapleczu wojsk operacyjnych działających na froncie zewnętrznym.

## Cele działań nieregularnych
Do celów szczegółowych zalicza się: wykrycie i rozpoznanie przeciwnika, osłabianie jego potencjału, zakłócenia funkcjonowania jego systemu dowodzenia, systemu logistycznego a tym samym do zwiększenia liczebności ubezpieczeń kosztem sił możliwych do użycia na zasadniczym kierunku działania.
Decyzję o nieplanowanym przejściu do działań nieregularnych (wymuszonych sytuacją zagrażającą zniszczeniem pododdziału) podejmuje bezpośredni przełożony dowódcy pododdziału, a w wypadku braku łączności – dowódca pododdziału samodzielnie.

## Formy działań nieregularnych
Najbardziej typowe formy działań nieregularnych:
- dywersja (zasadzka, podpalanie, wysadzanie, przenikanie, porwanie, uszkodzenie, niszczenie, dezorganizowanie funkcjonowania ważnych obiektów i urządzeń obronnych, produkcyjnych i komunikacyjnych przeciwnika)
- rozpoznanie (zasadzka, wypad, napad, obserwowanie, podsłuchiwanie, sondowanie, patrolowanie, namierzanie, wywiad z ludnością cywilną, zdobywanie dokumentów oraz przesłuchiwanie jeńców)
- blokowanie (zapora, zasadzka)
- likwidacja (zasadzka, okrążenie, pościg)
- działania psychologiczne (wyczerpanie psychologiczne i fizyczne, dywersja, zastraszanie)

## Prowadzenie działań nieregularnych
Do działań nieregularnych przechodzi się w sposób planowy lub nieplanowy czyli wymuszony najczęściej niepowodzeniem realizacji poprzedniego zadania.

Najbardziej prawdopodobne sytuacje w wyniku których oddziały będą przechodzić do działań nieregularnych to:
- niekorzystne ukształtowanie linii styczności wojsk grożące oskrzydleniem
- obrona miast, osiedli oraz innych ważnych obiektów przy prowadzeniu przez przeciwnika natarcia w dużym tempie
- prowadzenie działań obronnych w terenie uniemożliwiającym planowe wycofanie
- odcięcie części sił wykonujących zwrot zaczepny
- długotrwała walkę w okrążeniu, wyczerpywanie się zapasów i brak możliwości utrzymania bronionego obszaru
- zmasowane użycie przez przeciwnika wojsk aeromobilnych.